# 科伊略爾科查湖 (利馬大區)
10°26′33″S 76°51′26″W / 10.44250°S 76.85722°W
科伊略爾科查湖（Colorcocha），是秘魯的湖泊，位於該國中南部利馬大區，處於普卡卡卡山和米爾波山之間的瓦伊瓦什山脈以南，海拔高度4,500米。